# Colton Sissons
Colton Sissons (* 5. November 1993 in North Vancouver, British Columbia) ist ein kanadischer Eishockeyspieler, der seit Juni 2025 bei den Vegas Golden Knights aus der National Hockey League unter Vertrag steht. Zuvor war der Center über zehn Jahre für die Nashville Predators aktiv.

## Karriere
Sissons spielte während seiner Juniorenzeit zunächst von 2009 bis 2010 in der British Columbia Hockey League. Anschließend war er von 2010 an für drei Jahre für die Kelowna Rockets in der Western Hockey League aktiv. Diese hatten seine Spielrechte im Sommer 2010 vom Ligakonkurrenten Saskatoon Blades erhalten. Im Anschluss an seine zweite WHL-Spielzeit wurde der Stürmer im NHL Entry Draft 2012 in der zweiten Runde an 50. Stelle von den Nashville Predators aus der National Hockey League ausgewählt und wenige Monate später bereits unter Vertrag genommen. Sissons lief in der Folge dennoch ein Jahr in der WHL für die Rockets auf, ehe er im September 2013 schließlich in den Profibereich wechselte.
In seiner Rookiesaison spielte der Angreifer hauptsächlich für Nashvilles Farmteam, die Milwaukee Admirals, in der American Hockey League. Zudem feierte er auch sein NHL-Debüt und war in 17 Partien für die Predators aktiv. Nachdem Sissons die Spielzeit 2014/15 komplett in der AHL verbracht hatte, schaffte er in der folgenden Saison sein Comeback im Kader des NHL-Teams. Seine Einsätze in diesem Spieljahr teilten sich nahezu gleichmäßig auf die NHL und AHL auf. Mit Beginn der Saison 2016/17 etablierte sich Sissons im NHL-Aufgebot und erreichte mit dem Team am Ende der Spielzeit das Stanley-Cup-Finale, unterlag dort allerdings den Pittsburgh Penguins.
Im Juli 2019 unterzeichnete Sissons einen neuen Siebenjahresvertrag in Nashville, der ihm ein Gesamtgehalt von 20 Millionen US-Dollar einbringen soll.
Nach über zehn Jahren in Nashville transferierten ihn die Predators im Juni 2025 samt Jérémy Lauzon zu den Vegas Golden Knights und übernahmen dabei weiterhin die Hälfte seines Gehalts. Im Gegenzug erhielt man Nicolas Hague sowie ein konditionales Drittrunden-Wahlrecht im NHL Entry Draft 2027. Aus dem Wahlrecht wird eines für die zweite Runde des gleichen Drafts, falls Vegas in den Playoffs 2026 mindestens das Conference-Finale erreicht. Sissons verließ die Predators nach 690 Einsätzen, womit er zu diesem Zeitpunkt den siebten Rang in der ewigen Bestenliste des Teams belegte.

## Erfolge und Auszeichnungen
- 2012 Teilnahme am CHL Top Prospects Game
- 2014 Teilnahme am AHL All-Star Classic

## Karrierestatistik
Stand: Ende der Saison 2024/25
(Legende zur Spielerstatistik: Sp oder GP = absolvierte Spiele; T oder G = erzielte Tore; V oder A = erzielte Assists; Pkt oder Pts = erzielte Scorerpunkte; SM oder PIM = erhaltene Strafminuten; +/− = Plus/Minus-Bilanz; PP = erzielte Überzahltore; SH = erzielte Unterzahltore; GW = erzielte Siegtore; 1 Play-downs/Relegation; Kursiv: Statistik nicht vollständig)